# DeSoto County, Mississippi
DeSoto County är ett administrativt område i delstaten Mississippi, USA. År 2010 hade countyt 161 252 invånare. Den administrativa huvudorten (county seat) är Hernando. 

## Geografi
Enligt United States Census Bureau har countyt en total area på 1 287 km². 1 238 km² av den arean är land och 67 km² är vatten. 

### Angränsande countyn
- Shelby County, Tennessee - nord
- Crittenden County, Arkansas - väst

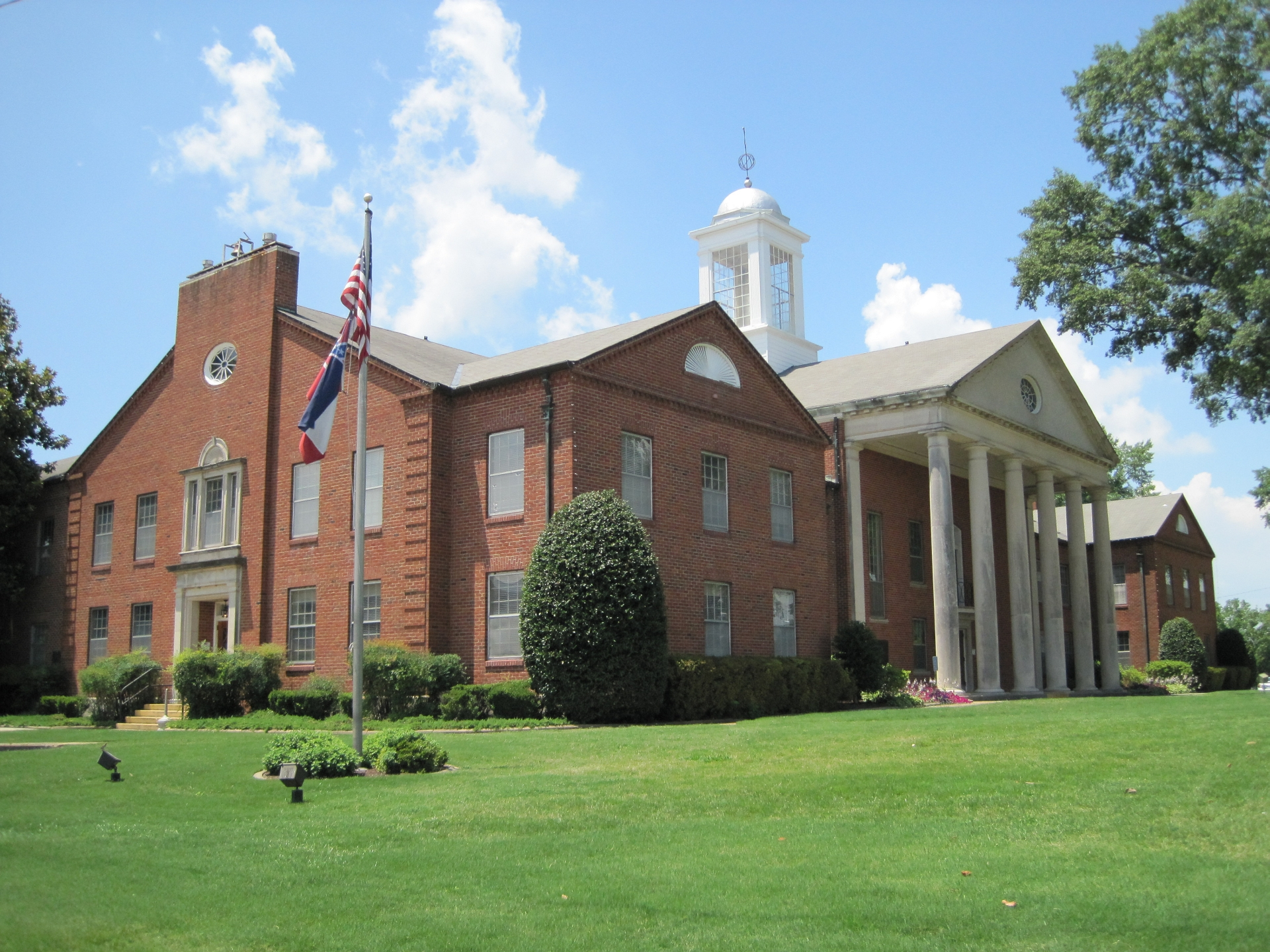
DeSoto County courthouse i Hernando.

- Tunica County - syd
- Tate County - syd
- Marshall County - öst